# Соди (Италия)
Содѝ (на италиански: Soddì; на сардински: Soddie, Содие) е село и община в Южна Италия, провинция Ористано, автономен регион и остров Сардиния. Разположено е на 250 m надморска височина. Населението на общината е 118 души (към 2010 г.).